# Viinikkala
Viinikkala (en suédois : Vinikby) est un quartier de Vantaa, une des principales villes de l'agglomération d'Helsinki en Finlande,,,.

## Présentation
Viinikkala est principalement situé au nord du Kehä III et dans les zones bruyantes de l'aéroport d'Helsinki-Vantaa. 
Environ 80 personnes vivent dans le quartier, principalement dans la partie sud la plus calme.

## Entreprises
Au bord des rapides endigués, l'usine de fichiers Dahlfors, qui était encore en activité industrielle dans les années 1960, abrite aujourd'hui un restaurant et une entreprise de services.
A côté, dans les locaux de l'ancienne école publique de langue suédoise, se trouve le restaurant de plats à emporter Kuninkaan Kartano.
La plupart des emplois de la zone se trouvent dans la zone industrielle de Tuupakka à proximité du Kehä III. 
Plusieurs entreprises du secteur de la logistique, des magasins de gros et des entreprises utilisant la haute technologie ont postulé pour bénéficier de bonnes liaisons de transport. Les centres logistiques de Posti Group, DHL, DB Schenker et Hobby Hall sont aussi des acteurs importants.
Turvalaakso est un parc d'activités du secteur de la sécurité, où, outre les activités de Thales Digital Identity and Security et de la Banque de Finlande, se trouvent des installations de stockage pour les collections de plusieurs musées. Parmi les sociétés de sécurité, Avarn Security (fi) Finland et Loomis Suomi ont des opérations à Turvalaakso. A proximité, vous trouverez, par exemple, la maison de thé Forsman

## Galerie

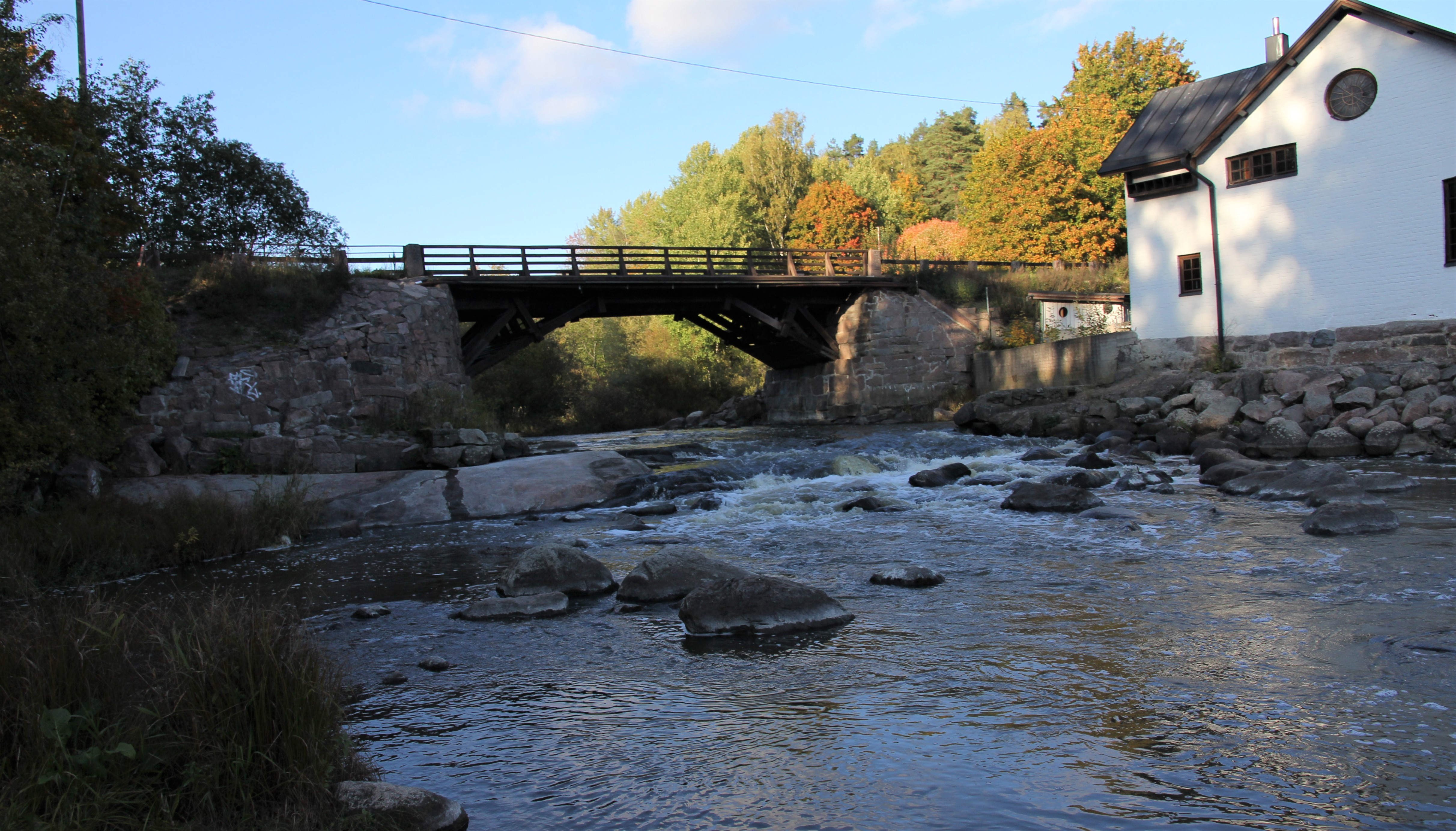
Kuninkaantie
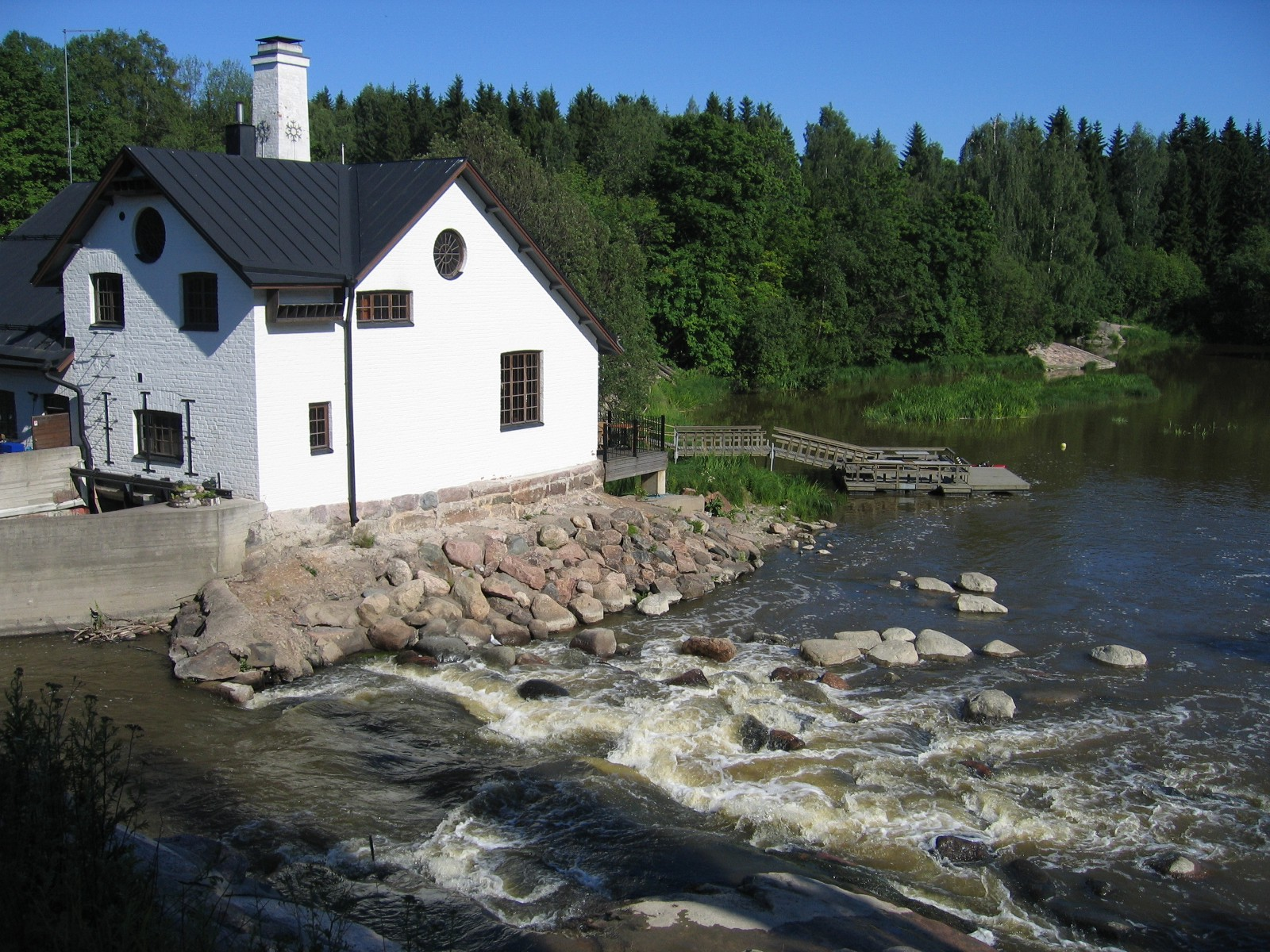
Restaurant Kuninkaan Lohet.
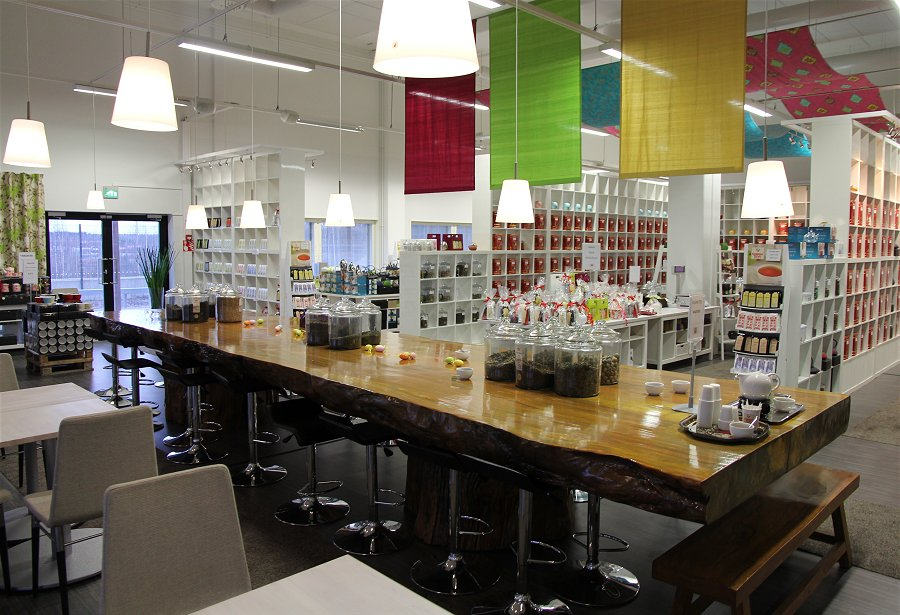
Boutique de thé Forsman tea.
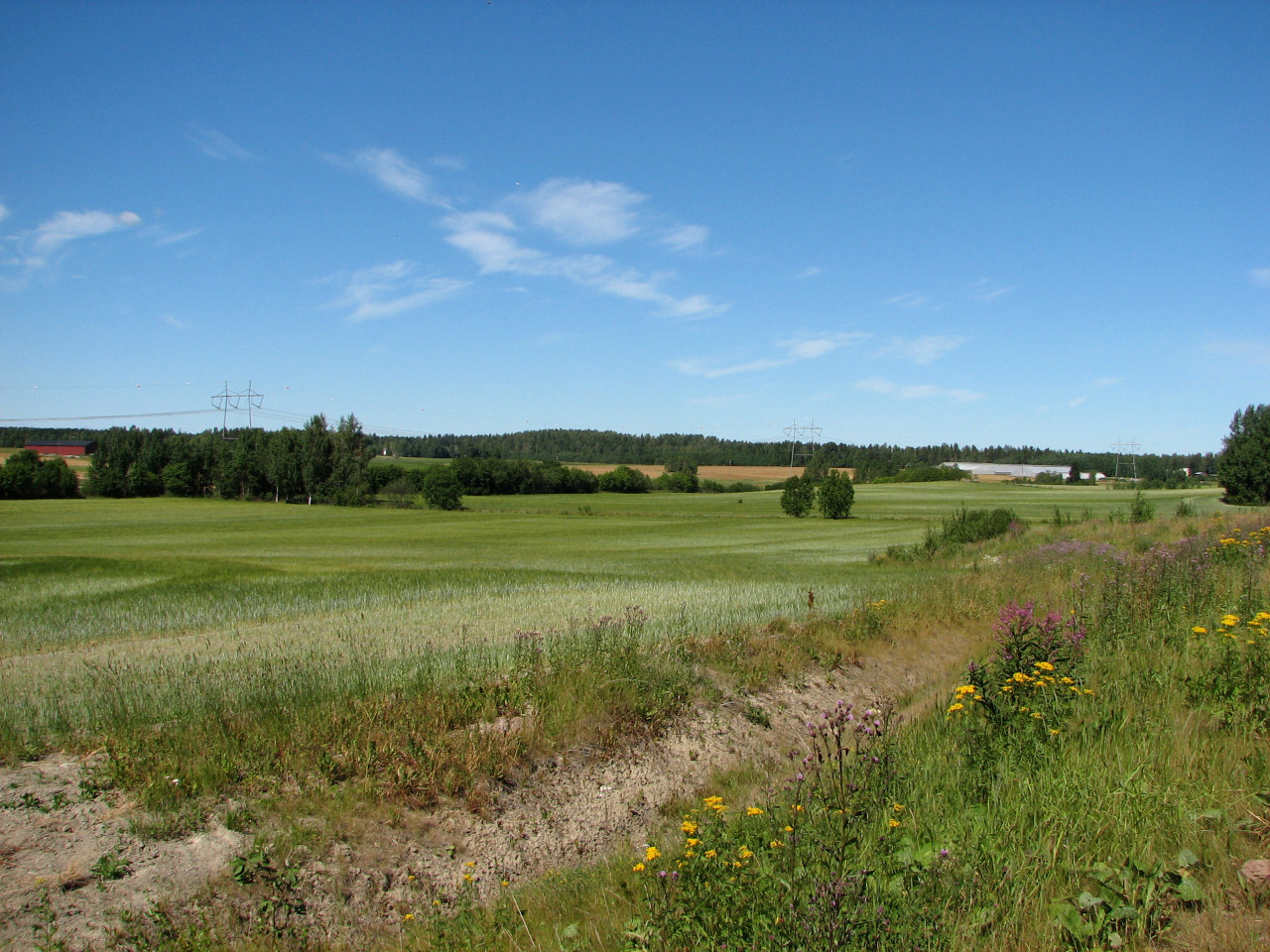
Champs à Viinikkala.
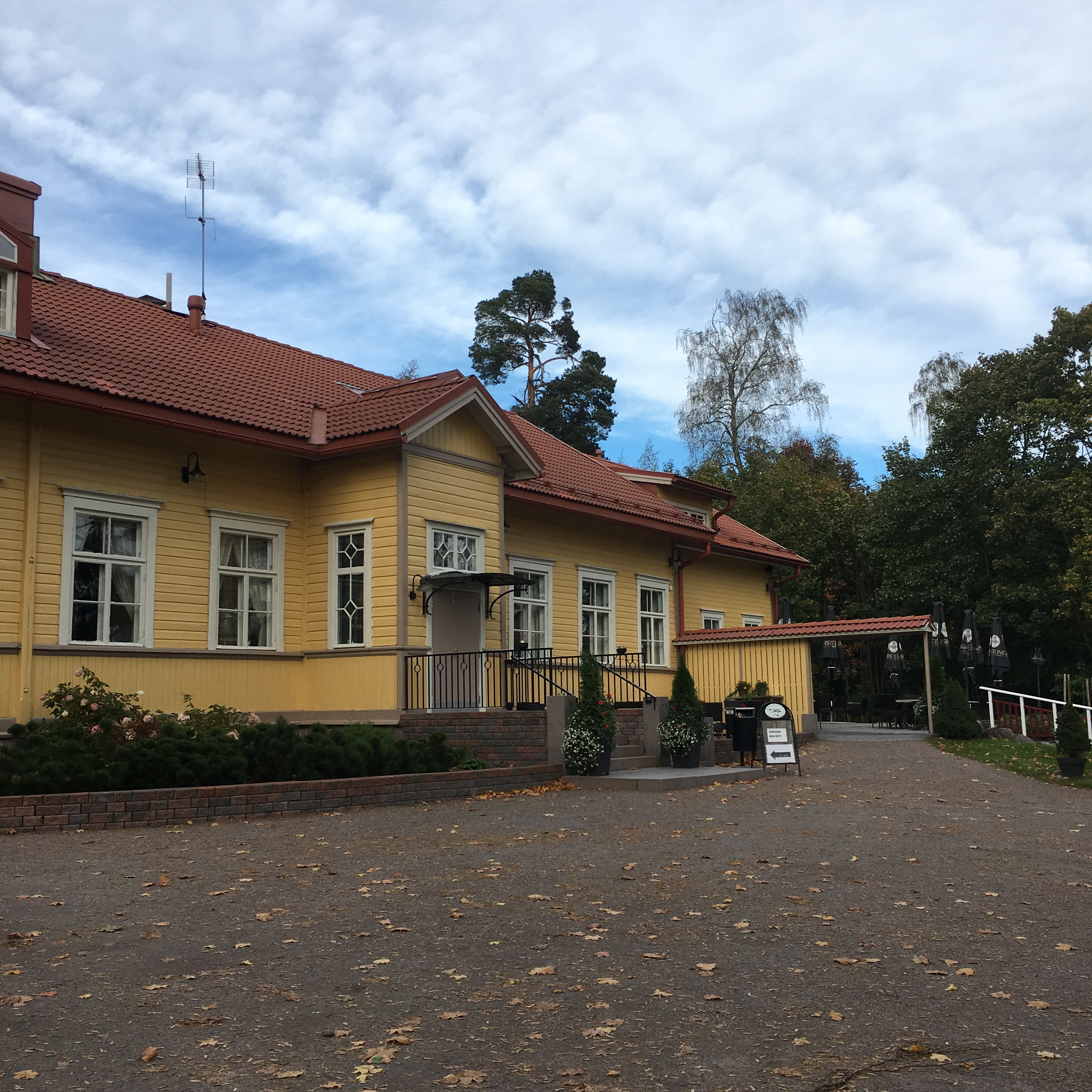
Manoir de Kuninkala.